# Kazuaki Kiriya
 (août 2023).
Si vous disposez d'ouvrages ou d'articles de référence ou si vous connaissez des sites web de qualité traitant du thème abordé ici, merci de compléter l'article en donnant les références utiles à sa vérifiabilité et en les liant à la section « Notes et références ».
Kazuaki Kiriya (紀里谷 和明, Kiriya Kazuaki), de son vrai nom Kazuhiro Iwashita (岩下 和裕, Iwashita Kazuhiro), est un réalisateur, scénariste et producteur japonais né le 20 avril 1968 à Asagiri au Japon.

## Biographie
En septembre 2002, Kazuaki Kiriya épouse la chanteuse de J-pop Hikaru Utada, de quinze ans sa cadette et âgée à l'époque de 19 ans.
Parallèlement à la réalisation de clips, Kazuaki écrit et réalise en 2004 son premier long-métrage : Casshern.
Le 2 mars 2007, lKazuaki Kiriya et son épouse annoncent leur divorce, mettant en avant les difficultés de concilier leur vie professionnelle et personnelle.
En 2009, sort sort son deuxième long métrage : Goemon, pour lequel il a la casquette de réalisateur, scénariste, directeur de la photographie, monteur et producteur.

## Filmographie

### Comme réalisateur
- 2004 : Casshern (キャシャーン, Kyashān?)
- 2009 : Goemon: The Freedom Fighter (ゴエモン, Goemon?)
- 2014 : Last Knights
- 2023 : From the End of the World (Sekai no owari kara)

### Comme acteur
- 2009 : Goemon: The Freedom Fighter (ゴエモン, Goemon?)
- 2016 : A Bride for Rip Van Winkle (リップヴァンウィンクルの花嫁, Rippu Van Winkuru no hanayome?) de Shunji Iwai